# Stranger in a Strange Land (Iron Maiden)
Stranger in a Strange Land is een single van Iron Maiden. Het nummer verscheen op 22 november 1986 op single en was de tweede single van het album Somewhere in Time.

## Tracklijst
1. "Stranger in a Strange Land" (Adrian Smith) – 5:45
2. "That Girl" (Merv Goldsworthy, Pete Jupp, Andy Barnett) – 5:04
3. "Juanita" (Steve Barnacle, Derek O'Neil) – 3:47

## Bezetting
- Bruce Dickinson - zang
- Dave Murray - gitaar
- Adrian Smith - gitaar
- Steve Harris - basgitaar
- Nicko McBrain - drums

## Hitnoteringen
De plaat werd uitsluitend een radiohit in het Verenigd Koninkrijk, Ierland en Nederland. In Ierland werd de 18e positie behaald en in Iron Maiden's thuisland het Verenigd Koninkrijk de 22e positie in de UK Singles Chart. 
In Nederland werd de plaat regelmatig gedraaid op Radio 3 en werd een radiohit in de destijds twee landelijke hitlijsten op de nationale publieke popzender. De plaat bereikte de 35e positie in de Nederlandse Top 40 en stond drie weken in de lijst genoteerd. In de Nationale Hitparade werd de 22e positie bereikt en stond totaal zeven weken in deze lijst genoteerd. In de Europese hitlijst op Radio 3, de TROS Europarade, werd géén notering behaald.